# Polska Grupa Fotowoltaiczna
Polska Grupa Fotowoltaiczna S.A. (PGF) (dawniej Zastal S.A.) – polska spółka notowana na GPW z siedzibą w Zielonej Górze. Zarządza grupą kapitałową o strukturze holdingowej, w skład której wchodzi 5 spółek: Zastal Transport Sp. z o.o., Zastal Wagony Sp. z o.o., Landex Sp. z o.o., Landex spółka z ograniczoną odpowiedzialnością S.K.A. i Kapitał Sp. z o.o. Podstawowa działalność grupy koncentruje się w trzech obszarach: wynajmie, produkcji konstrukcji stalowych na zlecenie oraz usługach transportowych. Przedsiębiorstwo dysponuje majątkiem ulokowanym na obszarze 30 hektarów położonym w pierwszej strefie miasta Zielona Góra (tzw. Park Przemysłowy Zastal).

## Historia
Zaodrzańskie Zakłady Przemysłu Metalowego „Zastal” (przedsiębiorstwo państwowe) były w przeszłości producentem taboru kolejowego. Utworzone w 1945 roku z pozostałości niemieckiej fabryki Beuchelt & Co., założonej przez Georga Beuchelta w 1876 roku. Oprócz wagonów towarowych zakłady „Zastal” od 1964 roku produkowały także w kooperacji z „Fablokiem” manewrowe przemysłowe lokomotywy spalinowe typu Ls150 (na PKP serii SM03) i ich rozwinięcie 409Da, Ls60 i 410D (pracujące wyłącznie w przemyśle) i wąskotorowe Wls 180 (Lyd1). W 1979 roku zaprzestano produkcji lokomotyw z uwagi na duże zamówienia zagraniczne na wagony.
W 1952 roku zakłady „Zastal” otrzymały nazwę: Zaodrzańskie Zakłady Przemysłu Metalowego im. M. Nowotki w Zielonej Górze. 15 listopada 1990 została zawiązana spółka pracownicza „Zastal Investment Corporation SA”. W 1992 zmieniła nazwę na Zastal SA i przejęła przedsiębiorstwo państwowe „Zastal”.

## Grupa kapitałowa
W latach 2001–2007 istniała spółka-córka Zastal Wagony SA w Zielonej Górze, obecnie istnieje spółka-córka Zastal Wagony Sp. z o.o. utworzona w 2012 roku, której jedynym udziałowcem jest Zastal SA.

## Tabor kolejowy produkowany w Zastalu
Lokomotywy:
- Ls60 – 1964-1971 (365 sztuk)[9]
- Ls150/409Da (SM03/SM04) – 1965-1979 (676 sztuk)[7]
- 410D – 1972-1975 (51 sztuk)[10]
- 803D (Wls 180, Lyd1) – 1969-1972 (47 sztuk)[11]

Wagony:
- m.in. węglarki: 601W, 408W, 401Wk, cysterny 1R, kryte wagony: 14K, chłodnie: 1L

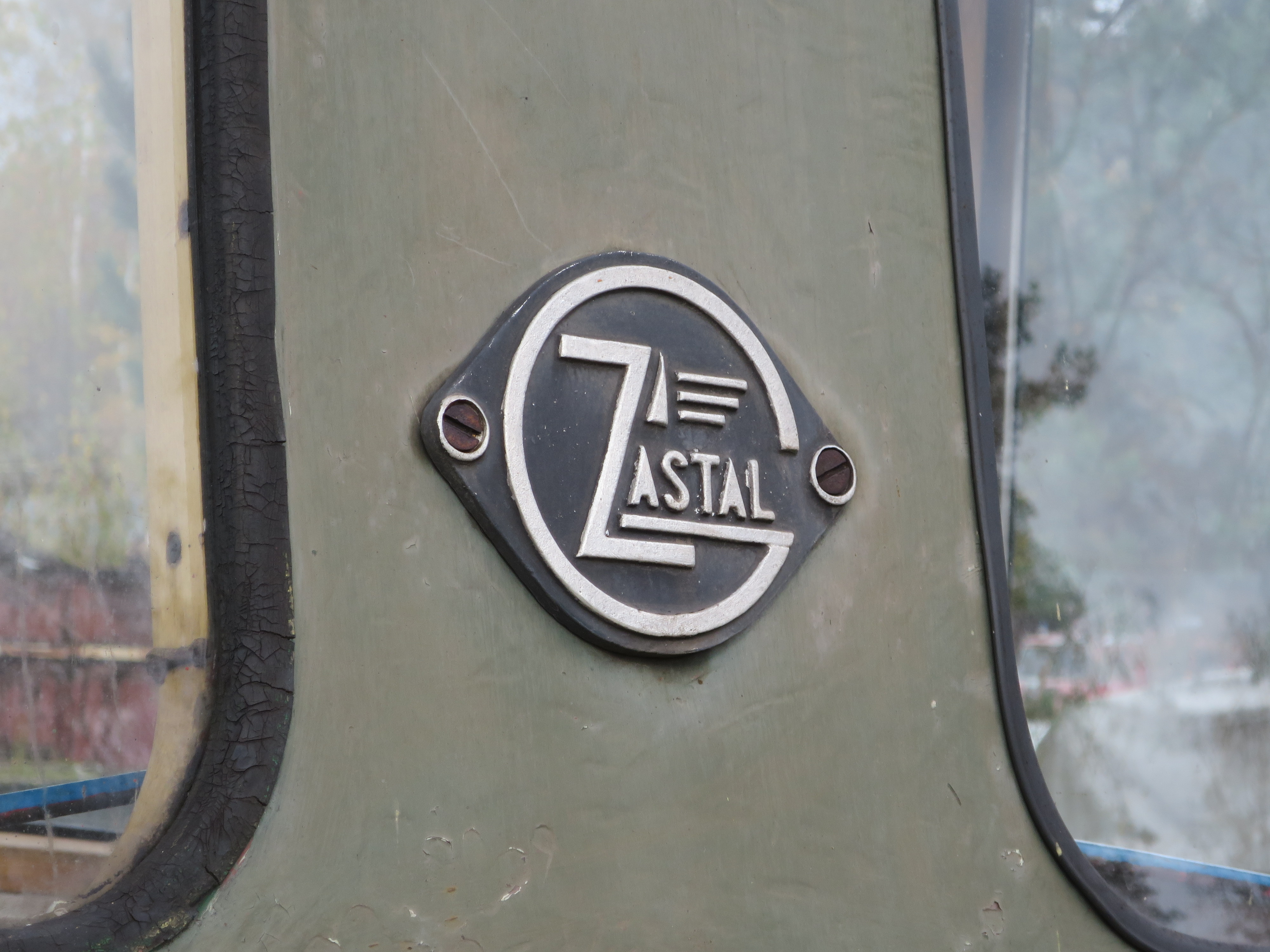
Znak fabryczny Zastal na lokomotywie Wls 180